# Jiří Joura
Jiří Joura (24. července 1930 Kouty – 28. března 2013 Třebíč) byl český spisovatel, bývalý kronikář města Třebíče.

## Život
Jiří Joura se narodil v obci Kouty ležící asi 15 km severozápadně od Třebíče. Od svých tří let však žije v Třebíči-Podklášteří. Odborného středního vzdělání nabyl v roce 1951 na pletařské průmyslové škole. V oboru pracoval až do svého odchodu do důchodu: byl technikem pletařských strojů v Západomoravských strojírnách (posléze Uniplet Třebíč) na Jejkově.
Jeho koníčkem se mu v mládí stala historie Třebíče. Do povědomí široké třebíčské veřejnosti vstoupil v polovině 70. let, kdy v Kulturním zpravodaji města Třebíče (od roku 1974) začal uveřejňovat své „Obrázky z minulosti Třebíče“. Kulturní zpravodaj se v roce 1977 přeměnil ve Zpravodaj města Třebíče a i v něm Joura takřka v každém čísle nad nějakou starou fotografií Třebíče pojednával o dotčeném úseku historie města. V 80. letech Jiří Joura též působil jako lektor okresního výboru Socialistické akademie ČSSR, sekce historie. Po skončení Zpravodaje města Třebíče (2000) se stal jedním z přispěvatelů Horáckých novin, v nichž v podstatě tradice článků ze Zpravodajů města Třebíče pokračuje.
Po celé jedno desetiletí byl Jiří Joura městským kronikářem; v této funkci ho nahradil v roce 2006 Ivan Přibík. Dne 22. února 2007 se Jiří Joura stal „za dlouholeté zásluhy v popularizaci a zpracování místní historie“ čestným občanem města Třebíče.

## Dílo
Mimo již zmíněné desítky novinových a časopiseckých článků je Jiří Joura autorsky podepsán pod těmito knihami:
- Procházky starou Třebíčí (2004) – rozšířené, knižní vydání Jourových Obrazů;
- Procházky starou Třebíčí podruhé (2006) – pokračování stejnojmenného titulu z roku 2004;
- Procházky starou Třebíčí potřetí (2008) – další část stejnojmenného titulu z roku 2004;
- Procházky starou Třebíčí počtvrté (2010) – další díl oblíbené série o historii města Třebíče;[3]
- Třebíč v proměnách (1999) – společně s Miroslavem Hedvábným – kniha, která pomocí srovnání páru fotografií (staré a té soudobé) dokumentuje proměny města; Joura fotografie opatřil komentáři.